# Saint James (entreprise)
Pour les articles homonymes, voir Saint James.
Tricots Saint James (prononcé : [tʁiko sɛ̃ ʒɑm]) est le nom de l'entreprise française implantée dans la commune de Saint-James (Manche), spécialisée dans la confection de vêtements marins, dont des marinières, qui se nomment Saint James.

## Histoire
Une première filature textile est fondée en 1850 à Saint-James. Elle fabrique du fil de laine pour alimenter les merceries et bonneteries de la région.
La marque Saint James est fondée en 1889 par le directeur de la filature, Léon Legallais, qui souhaite créer des vêtements pour les marins normands et bretons.
Les Tricots Saint James fabrique d'abord des chemises de laine de pays qui donneront plus tard naissance au pull marin tricoté en pure laine vierge.
La famille Bonte achète l'entreprise en 1950.
En 1982, l'entreprise se lance dans la confection de marinières en coton afin de compléter son offre de vêtements en laine.
En 1989, l'entreprise fête son centième anniversaire par un record : elle tricote le plus grand pull du monde, haut de 8 mètres et large de 14 mètres d'une extrémité de manche à l'autre.
En 1990, la famille Bonte cède la majorité des actions de l'entreprise à 130 de ses salariés qui constituent une société financière ; Yannick Duval et Joël Legendre en prennent la direction,,.
Entre 1990 et 2005, le chiffre d'affaires des Tricots Saint James a triplé, passant de 9 à 31 millions d'euros.
En janvier 2013, Yannick Duval et Joël Legendre cèdent l'entreprise à plusieurs de ses cadres dirigeants. Patrice Guinebault et Luc Lesénécal, ex-directeur général adjoint de la coopérative laitière Isigny-Sainte-Mère, en prennent la direction,,.

## Entreprise du patrimoine vivant
En 2013, les Tricots Saint James a été reconnue « entreprise du patrimoine vivant », un label décerné par l'État pour reconnaître le savoir-faire français. Le président des Tricots Saint-James, Luc Lesénécal, est le président de l'Association nationale des Entreprises du patrimoine vivant.

## Produits
À l'origine issue des élevages de moutons des environs du Mont-Saint-Michel, la laine utilisée pour confectionner les vêtements vient de Nouvelle-Zélande, d'Australie et d'Argentine.

## Siège social et production
Les Tricots Saint James possèdent leur siège social et usine dans la commune de Saint-James situé dans le département de la Manche en Normandie.
Une partie des vêtements (chaîne et trame) est produit dans les pays du bassin méditerranéen.

## Collaborations
Saint James collabore ponctuellement avec différentes marques pour créer des collections ou de nouveaux modèles le textile comme, par exemple, avec Slip français, Natalys, Faguo, ou Eden Park.
L'entreprise décline également ses couleurs ou ses inspiration marines en partenariat, en 2017, avec l'entreprise Rondinaud pour des charentaises ou avec Rivieras, en 2018, pour des mocassins. Saint James collabore également avec The Woolmark Company, un fournisseur de laine ou avec 1083 pour la fabrication de pulls.
Les collaborations peuvent prendre différentes formes : un partenariat lors du festival Papillons de nuit P2N, en habillant les bénévoles, une collaboration avec la chanteuse Hoshi sur une chanson mettant à l'honneur la marinière ou encore avec le couturier Sami Nouri pour une nouvelle collection.
En 2019, Saint James collabore avec Avnier, la marque du chanteur Orelsan, qui commercialise des vêtements en laine, sweat-shirt, bonnet, gant, écharpe et chaussettes. Le chanteur étant d'origine normande, il a voulu s'associer avec l'entreprise pour un retour au source sur ses terres. Quant à Saint James, l'entreprise espère s'offrir un coup de jeune,.